# Bartłomiej II Ghisi
Bartłomiej II Ghisi (włos. Bartolommeo Ghisi, zm. 1341) – czwarty wenecki władca Tinos i Mykonos w latach 1311-1341.

## Życiorys
Był synem Jerzego I Ghisi i jego drugiej żony Alicji dalle Carceri. Jego ojciec zginął w Bitwie nad rzeką Kefissos. Przez pierwsze dwa lata regencję w jego imieniu sprawowała matka. Po niej też odziedziczył też posiadłości na wyspie Eubea (tzw. Triarchia Negroponte). Sprawował też funkcję wielkiego konstabla Księstwa Achai. W 1320 roku został wzięty do niewoli przez bizantyńskiego namiestnika Mistry Andronika Asena. Został wysłany do Konstantynopola, gdzie przebywał do 1324 roku. W polityce dążył do normalizacji stosunków z Katalończykami rządzącymi Księstwem Aten. Jego syn Jerzy II Ghisi poślubił Simonę, córkę Alfonsa Fadrique, namiestnika Księstwa Aten (1316–1330). Dzięki temu jego syn i następca stał się Panem połowy Teb. 